# Jordnød
Jordnød (Arachis hypogaea), som madvare ofte kaldet peanut, er en etårig plante, som bliver 30 til 50 centimeter høj.
- Jordnødplantens frugt er en bælg.
- Jordnøddeolie
- Jordnøddesmør
- Plantens blomst

## Synonymer
Arachis hypogaea subsp. oleifera A.Chev.
Arachis nambyquarae Hoehne
Arachnida hypogaea (L.) Moench
Arachnida quadrifolia Trew